# Lorenzo Zazzeri
Lorenzo Zazzeri (* 9. August 1994 in Florenz) ist ein italienischer Schwimmer, der eine Silbermedaille und eine Bronzemedaille bei Olympischen Spielen gewann. Bei Weltmeisterschaften erhielt er eine Goldmedaille, zwei Silbermedaillen und eine Bronzemedaille auf der 50-Meter-Bahn sowie zwei Goldmedaillen, eine Silbermedaille und zwei Bronzemedaillen auf der 25-Meter-Bahn. Bei Europameisterschaften erschwamm er je einmal Gold, Silber und Bronze auf der 50-Meter-Bahn sowie zweimal Gold, sechsmal Silber und einmal Bronze auf der 25-Meter-Bahn.

## Sportliche Karriere

### Frühe Jahre bis 2018
Zazzeri war bei den Junioreneuropameisterschaften 2012 Mitglied der italienischen 4-mal-100-Meter-Freistilstaffel, die den fünften Platz belegte. Über 50 Meter Freistil schied er im Halbfinale aus.
Bei der Universiade 2017 in Taipeh gewann er mit der 4-mal-100-Meter-Freistilstaffel die Silbermedaille. Über 50 Meter Freistil belegte er den vierten Platz mit 0,08 Sekunden Rückstand auf den Drittplatzierten. Zazzeri war auch Schlussschwimmer der 4-mal-100-Meter-Lagenstaffel, die den sechsten Platz belegte. Im Dezember fanden in Kopenhagen die Kurzbahneuropameisterschaften 2017 statt. Zazzeri erschwamm mit der 4-mal-50-Meter-Freistilstaffel Silber hinter dem russischen Quartett. Mit der 4-mal-100-Meter-Mixed-Lagenstaffel erhielt Zazzeri eine Bronzemedaille für seinen Einsatz im Vorlauf.
Im Juni 2018 schwamm Zazzeri mit der italienischen 4-mal-100-Meter-Freistilstaffel im Finale bei den Mittelmeerspielen in Tarragona, die Staffel wurde aber disqualifiziert. Zwei Monate später bei den Europameisterschaften in Glasgow gewannen Luca Dotto, Ivano Vendrame, Lorenzo Zazzeri und Alessandro Miressi die Silbermedaille hinter der russischen 4-mal-100-Meter-Freistilstaffel. Die 4-mal-100-Meter-Mixed-Freistilstaffel belegte den vierten Platz, hier war Zazzeri im Vorlauf dabei. Ende 2018 bei den Kurzbahnweltmeisterschaften in Hangzhou erreichte die italienische 4-mal-100-Meter-Freistilstaffel den vierten Platz mit 0,05 Sekunden Rückstand auf die drittplatzierten Brasilianer. Die 4-mal-50-Meter-Freistilstaffel mit Santo Condorelli, Andrea Vergani, Lorenzo Zazzeri und Alessandro Miressi erkämpfte die Bronzemedaille hinter den Teams aus den Vereinigten Staaten und aus Russland. Über 50 Meter Freistil schied Zazzeri im Halbfinale aus.

### Das Olympiajahr 2021
Wegen der COVID-19-Pandemie wurden 2020 keine internationalen Meisterschaften ausgetragen. 2021 nahm Zazzeri an vier internationalen Meisterschaften teil, von denen drei aus dem Vorjahr verschoben waren. Im Mai 2021 fanden die Europameisterschaften in Budapest statt. Die 4-mal-100-Meter-Freistilstaffel mit Alessandro Miressi, Lorenzo Zazzeri, Thomas Ceccon und Manuel Frigo gewann die Bronzemedaille hinter Russen und Briten. Über 100 Meter Freistil schied Zazzeri im Halbfinale aus, auf der 50-Meter-Strecke belegte er den sechsten Platz.
Bei den Olympischen Spielen in Tokio fand zunächst die 4-mal-100-Meter-Freistilstaffel statt. Alessandro Miressi, Santo Condorelli, Lorenzo Zazzeri und Manuel Frigo schwammen die schnellste Vorlaufzeit. Im Endlauf waren Miressi, Ceccon, Zazzeri und Frigo 0,18 Sekunden schneller als die Vorlaufstaffel und wurden Zweite hinter dem Quartett aus den Vereinigten Staaten. Während der Abstand zu den Amerikanern über eine Sekunde betrug, lagen die drittplatzierten Australier nur 0,11 Sekunden hinter den Italienern. Über 50 Meter Freistil war Zazzeri im Vorlauf Neuntschnellster. Im Halbfinale und im Endlauf belegte er jeweils den siebten Platz.
Im November bei den Kurzbahneuropameisterschaften 2021 in Kasan siegte die niederländische 4-mal-50-Meter-Freistilstaffel mit 0,03 Sekunden Vorsprung vor Alessandro Miressi, Thomas Ceccon, Lorenzo Zazzeri und Marco Orsi. Die 4-mal-50-Meter-Lagenstaffel siegte mit Michele Lamberti, Nicolò Martinenghi, Marco Orsi und Lorenzo Zazzeri und stellte dabei in 1:30,14 Minuten einen neuen Weltrekord auf. Über 50 Meter Freistil wurde Zazzeri Zweiter hinter dem Ungarn Szebasztián Szabó, auf der 100-Meter-Strecke verfehlte er als Vierter die Medaillenränge um 0,13 Sekunden. Eine weitere Medaille erkämpfte die 4-50-Meter-Mixed-Freistilstaffel mit Alessandro Miressi, Lorenzo Zazzeri, Silvia Di Pietro und Costanza Cocconcelli. Die siegreiche Staffel aus den Niederlanden hatte 0,47 Sekunden Vorsprung vor den Italienern und den Russen, die zeitgleich Zweite wurden.
Einen Monat später fanden in Abu Dhabi die Kurzbahnweltmeisterschaften 2021 statt. In der 4-mal-100-Meter-Freistilstaffel siegten die Russen mit 0,16 Sekunden Vorsprung vor Alessandro Miressi, Thomas Ceccon, Leonardo Deplano und Lorenzo Zazzeri. In der 4-mal-50-Meter-Freistilstaffel gewannen Deplano, Zazzeri, Frigo und Miressi mit 0,14 Sekunden vor den Russen. Im Einzelwettbewerb über 50 Meter Freistil schlug Zazzeri als Vierter an und hatte 0,18 Sekunden Rückstand auf den Drittplatzierten. Die 4-mal-50-Meter-Lagenstaffel mit Lorenzo Mora, Nicolò Martinenghi, Matteo Rivolta und Lorenzo Zazzeri wurde Dritte hinter der russischen Staffel und dem Quartett aus den Vereinigten Staaten. Den Weltmeistertitel gewann die 4-mal-100-Meter-Lagenstaffel mit Lorenzo Mora, Nicolò Martinenghi, Matteo Rivolta und Alessandro Miressi. Hier erhielten Thomas Ceccon, Alberto Razzetti und Lorenzo Zazzeri Gold für ihren Vorlaufeinsatz. Zazzeri schwamm auch im Finale der 4-mal-50-Meter-Mixed-Freistilstaffel, in der das italienische Quartett den fünften Platz belegte.

### 2022 mit dem Weltmeistertitel und 2023
Im Juni 2022 bei den Weltmeisterschaften in Budapest gewann die 4-mal-100-Meter-Freistilstaffel mit Miressi, Ceccon, Zazzeri und Frigo die Bronzemedaille hinter der US-Staffel und den Australiern, wobei die Italiener 0,15 Sekunden Rückstand auf Silber hatten. Über 50 Meter Freistil erreichte Zazzeri das Finale und belegte den sechsten Platz. In der 4-mal-100-Meter-Lagenstaffel schwammen Ceccon, Martinenghi, Piero Codia und Zazzeri die drittschnellste Vorlaufzeit. Im Endlauf waren Thomas Ceccon, Nicolò Martinenghi, Federico Burdisso und Alessandro Miressi fünfeinhalb Sekunden schneller als die Vorlaufstaffel. Die Italiener gewannen in 3:27,51 Minuten und stellten damit den Europarekord der Briten ein. 0,28 Sekunden hinter den Italienern gewann die US-Staffel die Silbermedaille.
Zwei Monate nach den Weltmeisterschaften wurden die Europameisterschaften in Rom ausgetragen. Über 100 Meter Freistil und auch über 50 Meter Freistil wurde Zazzeri Sechster. Die italienische 4-mal-100-Meter-Freistilstaffel mit Alessandro Miressi, Thomas Ceccon, Lorenzo Zazzeri und Manuel Frigo siegte mit fast zwei Sekunden vor den Ungarn. Mit der 4-mal-100-Meter-Mixed-Freistilstaffel belegte Zazzeri den vierten Platz mit 0,22 Sekunden Rückstand auf die drittplatzierte schwedische Staffel.
2023 bei den Weltmeisterschaften in Fukuoka siegten die Australier in der 4-mal-100-Meter-Freistilstaffel. 0,33 Sekunden hinter den Australiern und 0,32 Sekunden vor dem US-Team gewannen Alessandro Miressi, Manuel Frigo, Lorenzo Zazzeri und Thomas Ceccon die Silbermedaille. Über 50 Meter Freistil schied Zazzeri im Vorlauf aus. Ende 2023 bei den Kurzbahneuropameisterschaften in Otopeni gewann die 4-mal-50-Meter-Freistilstaffel mit Leonardo Deplano, Lorenzo Zazzeri, Thomas Ceccon und Alessandro Miressi die Silbermedaille hinter den Briten. Die Lagenstaffel siegte in der Aufstellung Lorenzo Mora, Nicolò Martinenghi, Thomas Ceccon und Lorenzo Zazzeri, wobei im Vorlauf Federico Poggio und Giovanni Izzo eingesetzt worden waren. Über 50 Meter Freistil belegte Zazzeri den fünften Platz. Eine weitere Silbermedaille gewann die 4-mal-50-Meter-Mixed-Freistilstaffel mit Alessandro Miressi, Lorenzo Zazzeri, Jasmine Nocentini und Silvia Di Pietro. Hier erhielten auch Leonardo Deplano, Giovanni Izzo und Sara Curtis für ihren Vorlaufeinsatz eine Silbermedaille.

### 2024 mit Weltmeisterschaftssilber und Olympiabronze
Im Februar 2024 bei den Weltmeisterschaften in Doha schwamm die 4-mal-100-Meter-Freistilstaffel mit Lorenzo Zazzeri, Paolo Conte Bonin, Leonardo Deplano und Alessandro Miressi die zweitschnellste Vorlaufzeit. Im Endlauf waren Alessandro Miressi, Lorenzo Zazzeri, Paolo Conte Bonin und Manuel Frigo fast eine Sekunde schneller als die Vorlaufstaffel und gewannen Silber hinter den Chinesen und vor dem Quartett aus den Vereinigten Staaten. Über 50 Meter Freistil schied Zazzeri als Halbfinalneunter aus, vier Hundertstelsekunden fehlten für das Finale. In der 4-mal-100-Meter-Mixed-Freistilstaffel wurde Zazzeri nur im Vorlauf eingesetzt, im Finale erreichte die italienische Staffel den fünften Platz.
Fünf Monate nach den Weltmeisterschaften bei den Olympischen Spielen in Paris schwamm die 4-mal-100-Meter-Freistilstaffel mit Lorenzo Zazzeri, Leonardo Deplano, Paolo Conte Bonin und Manuel Frigo die sechstbeste Vorlaufzeit. Im Endlauf waren Alessandro Miressi, Thomas Ceccon, Paolo Conte Bonin und Manuel Frigo über zwei Sekunden schneller als die Vorlaufstaffel und schlugen als Dritte an hinter der US-Staffel und den Australiern. Über 50 Meter Freistil schied Zazzeri im Halbfinale aus.